# Harry Georg von Craushaar
Harry Georg von Craushaar (Löbau, 10 juli 1891 - Hettenhain, 7 april 1970) was een Duitse jurist, SS-Brigadeführer (brigadegeneraal) en tijdens de Tweede Wereldoorlog administratief officier in Brussel.

## Levensloop
Hij was een zoon van de edelman Georg von Craushaar, burgemeester ('Amtshauptmann') van Löbau, en Maria Thode. Na de middelbare school studeerde hij vanaf 1910 rechten aan de universiteiten van Oxford, München, Freiburg, Kiel en Leipzig. Tijdens de Eerste Wereldoorlog maakte hij als luitenant deel uit van een grenadiersregiment binnen het Saksische leger.
In 1921 werd hij gerechtsdeskundige in Bautzen. Vanaf 1925 was hij gezantschapssecretaris bij het Saksische ministerie van Buitenlandse Zaken en vanaf 1927 Saksisch gezant in Beieren, Württemberg, Baden en Hessen. Vanaf 1931 was hij regeringsraadslid in het Saksische ministerie van Binnenlandse Zaken. Ondertussen was hij gepromoveerd tot doctor in de rechten.
In september 1929 trouwde hij met gravin Dorothea zu Stolberg-Wernigerode (1905-2001), dochter van Constantin zu Stolberg-Wernigerode. Ze kregen vijf kinderen, onder wie Götz von Craushaar (* 1932), die specialist in bouwrecht werd. 
In mei 1933 trad hij toe tot de NSDAP (lidmaatschapsnummer 2.450.175) en tot de SA. Van de SA stapte hij in augustus 1939 over naar de Waffen-SS (SS-nr. 347.145), waar hij in november 1943 opklom tot SS-Brigadeführer. In 1933 werd hij gouverneur in Schwarzenberg. In november 1938 werd hij plaatsvervangend districtspresident in Aussig. Toen in september 1939 de oorlog begon tegen Polen werd hij hoofd van het civiele bestuur van het Legeropperbevel 8 in Litzmannstadt (Lodsch). Na de bezetting van België in mei 1940 werd hij adjunct-hoofd van de administratie onder Eggert Reeder en bleef dit tot in november 1943. 
Van november 1943 tot januari 1945 was hij afdelingshoofd in het hoofdbestuur van het Generalgouvernement (GG) in het door Duitsland bezette Polen. Tevens was hij eind 1944 Reichsverteidigungsrat in Krakau. 
Tegen het einde van de oorlog deserteerde hij en dook einde januari 1945 onder met zijn gezin in Schwarzenberg. In mei 1945 vluchtte hij voor de Sovjettroepen en gaf zich over aan de Amerikanen. Na gevangenis in Kornwestheim, Dachau en Darmstadt, werd hij op 4 mei 1948 vrijgelaten. Na kleinere jobs, werd hij in 1955 directeur van de Duitse familievereniging 'Deutscher Familienverband'.

## In België
Von Craushaar werd vanaf mei 1940 de rechterhand van Eggert Reeder en hoofd van de administratie voor alles wat burgerlijke en politionele zaken aanging.
Zijn eerste activiteit betrof de vele ambtenaren en verkozen mandatarissen die op de vlucht waren geslagen. Ze werden bij hun terugkeer beoordeeld over deze postverlating, met daarop een beslissing van de bezetter of ze al dan niet hun ambt of functie mochten hernemen. 
Heel wat nieuwe benoemingen waren te doen en dit aantal zou weldra nog vermeerderen aangezien de Duitsers een leeftijdsgrens van zestig jaar oplegden. Von Craushaar had hiermee aanzienlijk veel werd om 'Genehmigung' toe te staan, zonder dewelke geen enkele gouverneur, burgemeester, schepen, gemeentesecretaris, maar ook ambtenaar of magistraat kon benoemd of bevorderd worden.
De voornaamste gesprekspartners voor Von Craushaar waren de secretarissen-generaal van de nationale administraties, met wie hij bestendig onderhandelingen moest voeren over allerhande Duitse bevelen. Soms was hij tot toegevingen bereid. Zo kon hij de medewerking van de secretarissen-generaal verkrijgen voor vrijwillige tewerkstelling in Duitsland, mits er geen verplichte tewerkstelling in België kwam. Het een en het ander werd nadien verstrengd. Hij kwam ook tussen voor het bekomen van een enigszins milder regime in de "Hel" van Breendonk, waar echter niet veel van terechtkwam.
Tegen het einde van het jaar 1943 had Von Craushaar, zoals andere SS-officieren, een ongunstige reputatie gekregen bij de hogere SS-leiding. Hen werd verweten veel te toegevend te zijn tegenover de Belgische autoriteiten. Door op hen kritiek uit te oefenen, was het onrechtstreeks Eggert Reeder die Henrich Himmler wilde verzwakken en isoleren. Craushaar werd daarom, net als anderen, naar Oost-Europa gestuurd.

### In België
- J. GERARD-LIBOIS & José GOTOVITCH, L'An 40. La Belgique occupée, Brussel, 1971.
- Albert DE JONGHE, De strijd Himmler-Reeder om de benoeming van een HSSPF(Höhere SS Polizei Führer) te Brussel, Delen 1-5, Brussel, 1974-1984.
- Nico WOUTERS, Oorlogsburgemeester 40/44. Lokaal bestuurt en collaboratie in België, Tielt, 2004.
- Nico WOUTERS, De Führerstaat. Overheid en collaboratie in België (1940-1944), Tielt, 2006.